# Убийство Элизабет Олтен
Убийство Элизабет Олтен — резонансное дело девушки, которое произошло 21 октября 2009 года, 9-летняя девочка, была убита своей соседкой Алиссой Бустаманте, в городе Сент-Мартинс, штат Миссури США. Бустаманте на момент совершения преступления было 15 лет.
Бустаманте заманила Олтен в лес, а затем задушила и ударила её ножом до смерти. Бустаманте убила Олтен из за гомицидальных мыслей и хотела увидеть, каково это убить кого-то. Позже ей было предъявлено обвинение, она признала себя виновной в убийстве второй степени и вооружённом преступлении, была приговорена к пожизненному заключению с возможностью условного освобождения в 2024 году.  Однако из-за её дополнительного осуждения за вооружённое преступление, даже если ей предоставят условно досрочное освобождение в 2024 году, она будет иметь последовательное наказание в виде 30 лет тюрьмы. Таким образом, её самое раннее освобождение возможно в 2054 году, когда ей будет 60 лет.

## Предыстория
Олтен жила через четыре дома от Бустаманте. 21 октября 2009 года Бустаманте уговорила свою младшую сестру привести Олтен в лес рядом с их домами, чтобы погулять. Когда Олтен пришла, Бустаманте задушила Олтен, перерезала ей горло и нанесла восемь ножевых ранений в грудь. Затем Бустаманте похоронила тело Олтен в могиле, которую она вырыла за пять дней до этого в лесу за своим домом, и засыпала могилу листьями.

## Личность убийцы
Бабушка и дедушка Бустаманте, Гэри и Карен Брук, взяли опекунство над ней и тремя младшими братьями и сёстрами в 2002 году, поскольку её мать Мишель страдала от наркотической зависимости, а отец отбывал срок в тюрьме. Друзья начали замечать изменения в Алиссе примерно в 2007 году, когда она попала в больницу после попытки самоубийства. В своём профиле на YouTube она указала в списке своих увлечений "резню". Она также разместила в социальных сетях свою фотографию, на которой она прижимает два пальца к голове, притворяясь, что стреляет в себя. Ранее она размещала на YouTube видео, где пыталась заставить двух своих братьев прикоснуться к электрическому забору, демонстрируя свою увлечённость насилием.

После убийства в тот же день Бустаманте записала в своём дневнике:
«Я только что, блядь, убила человека. Я задушила её, перерезала ей горло и зарезала её, теперь она мертва. Я не знаю, что сейчас чувствовать. Это было потрясающе. Как только ты преодолеваешь чувство "ой, боже, я не могу этого сделать", это становится довольно приятным. Хотя сейчас я немного нервничаю и трясусь. Ладно, мне нужно идти в церковь... лол.»
Позже она попыталась вычеркнуть это из дневника. Затем она посетила церковные танцы, Бустаманте активно участвовала в жизни местной церкви Иисуса Христа святых последних дней, пока полиция искала убитую Олтен.
Алисса наблюдалась у нескольких специалистов по психическому здоровью, которые подтвердили, что у неё большое депрессивное расстройство и пограничное расстройство личности.
После попытки самоубийства в 2007-м Алиссе были назначены психотропные препараты, а за две недели до убийства Элизабет Олтен состояние Бустаменте ухудшилось, в связи с чем доза лекарств была увеличена.

## Судебное разбирательство, приговор и апелляция
Бустаманте впервые предстала перед судом 17 ноября 2009 года, где не признала себя виновной и была обвинена в убийстве первой степени и вооружённом преступном действии (из-за использования ножа при убийстве). В январе 2012 года она согласилась на более мягкие обвинения - убийство второй степени и вооружённое преступное действие. Через несколько недель она была приговорена к пожизненному заключению с возможностью условного освобождения за убийство и последовательному приговору в 30 лет за вооружённое преступное действие.
Её апелляция на приговор была отклонена в марте 2014 года.
Мать жертвы, Патриция Прейс, согласилась урегулировать иск, поданный ею против Бустаманте. По условиям соглашения Бустаманте должна была раскрыть Прейсс любую компенсацию, полученную в результате освещения дела.
В своём последнем слове Алисса обратилась к родителям убитой и заявила, что «отдала бы свою жизнь, для того, чтобы вернуть к жизни их ребёнка».
В июле 2024 года Бустаманте было отказано в условно-досрочном освобождении. Следующее слушание по условно-досрочному освобождению должно состояться в 2029 году.

## Последовавшие процессы
В 2021 году законодательное собрание штата Миссури одобрило изменения, согласно которым некоторые несовершеннолетние преступники имеют право на условно-досрочное освобождение после отбытия 15 лет. Только несовершеннолетние преступники, осуждённые за убийство первой степени, не имеют права на досрочное освобождение. Однако автор законопроекта представитель штата Марк Шарп в 2021 году заявил корреспонденту ABC-17 Лукасу Гейслеру, что его законопроект был разработан не для того, чтобы помочь таким случаям, как Бустаманте, добавив, что лично он будет выступать против условно-досрочного освобождения на слушаниях по УДО.

## В массовой культуре
- 19 октября 2012 года вышел фильм-триллер, частично основанный на этом деле, под названием My Name Is 'A' by Anonymous[18].